# Havok
Havok – pakiet programów zapewniający komponenty silnika fizycznego oraz innych narzędzi przydatnych podczas tworzenia gry komputerowej lub symulacji stworzony przez firmę Havok.
Silnik po raz pierwszy został zaprezentowany na Game Developers Conference w 2000 roku, obecnie jest wykorzystywany w ponad 400 tytułach.
Obecnym właścicielem firmy oraz silnika Havok jest Microsoft.

## Komponenty silnika Havok
- Havok Vision Engine – Jest to kompletny silnik gry zawierający wszystkie komponenty silnika Havok[4].

- Havok Physics – Moduł odpowiedzialny za obliczanie kolizji oraz dynamiki bryły sztywnej w trzech wymiarach[1].

- Havok Animation Studio – Moduł sterowania animacji postaci. Zapewnia efektywne odtwarzanie animacji oraz funkcje, takie jak np. Kinematyka odwrotna. Inne nazwy modułu to Havok Behavior i Havok Animation[5].

- Havok Cloth – Komponent odpowiedzialny za symulacje obiektów deformujących się, takie jak na przykład tkanina lub włosy[6].

- Havok Destruction – Moduł umożliwiający dodanie warunków, w jaki sposób bryła sztywna ma ulegać zniszczeniu[7].

- Havok AI – Komponent wprowadzający algorytm wyszukiwania najkrótszej ścieżki[8].

- Havok Script – Maszyna wirtualna służąca do tworzenia skryptów w języku Lua[9].